# 达尼埃莱·斯卡尔帕
达尼埃莱·斯卡尔帕（義大利語：Daniele Scarpa，1964年1月3日—），意大利男子皮划艇运动员。他曾代表意大利参加1984年、1988年、1992年和1996年夏季奥林匹克运动会皮划艇比赛。